# V831 Centauri
Désignations
V831 Centauri (en abrégé V831 Cen) est une étoile multiple de cinquième magnitude de la constellation australe du Centaure.
D'après la mesure de sa parallaxe annuelle par le satellite Hipparcos, elle est distante d'environ ∼ 380 a.l. (∼ 117 pc) de la Terre. Elle s'éloigne du Système solaire à une vitesse radiale d'environ +12 km/s. Le système est probablement membre du groupe Bas-Centaure-Croix du Sud de l'association Scorpion-Centaure, qui est l'association d'étoiles massives de types O et B la plus proche du Système solaire, et son âge est estimé à environ 18 millions d'années.
La composante primaire forme un système binaire presque en contact, dont les deux étoiles sont désignées V831 Centauri Aa et Ab. La paire pourrait même être une binaire à éclipses, et elle est classée comme une variable ellipsoïdale ; sa magnitude apparente varie entre 4,49 et 4,66. Leur classification combinée est celle d'une étoile bleu-blanc de la séquence principale de type spectral B8V. Elles ont une période orbitale de 0,642 525 1 jours, une séparation de 6 rayons solaires et les deux sont proches d'être en co-rotation. V831 Cen Aa est 4,1 fois plus massive que le Soleil et son rayon est 2,4 fois plus grand que le rayon solaire, tandis que son compagnon est 3,4 fois plus massif que le Soleil et 2,3 fois plus grand que le Soleil.
La troisième étoile, V831 Centauri B, brille d'une magnitude de 6,0. Elle forme une binaire visuelle désignée See 170 avec le système interne. Ils orbitent l'un autour de l'autre selon une période de 27,2 ans et avec une excentricité de 0,5. Cette étoile est environ 2,5 fois plus massive que le Soleil et pourrait être une étoile Ap. La quatrième composante du système, V831 Centauri C, complète une orbite autour de AB en approximativement 2 000 ans ; en date de 2021, elle en était séparée de 1,9 seconde d'arc.
Il existe deux autres composantes visuelles recensées, qui sont V831 Cen D, de douzième magnitude, et V831 Cen E, de quinzième magnitude. Elles sont séparées de V831 Cen AB de 47 et 54 secondes d'arc respectivement. La composante D a été considérée comme étant membre du système, mais sa parallaxe mesurée par le satellite Gaia montre qu'elle est beaucoup plus lointaine, à environ 890 pc (∼2 900 al) de la Terre.